# Thomas Hauser (Fußballspieler)
Thomas Hauser (* 10. April 1965 in Schopfheim) ist ein ehemaliger deutscher Fußballspieler und heutiger Vereinstrainer.

## Karriere
Seine fußballerische Laufbahn startete Thomas Hauser beim südbadischen SV Schopfheim. Als Jugendlicher wechselte er in die benachbarte Schweiz zum FC Basel und spielte bei den A-Junioren, mit denen er Schweizer Meister und Torschützenkönig wurde.
Mit 17 Jahren rückte er in die Profimannschaft auf, die in der Nationalliga A spielte. Insgesamt schoss er zwischen 30 und 40 Tore für den FC Basel in Meisterschaft und Cup-Wettbewerben. Er gewann mit dem FC Basel im Jahre 1983 den Uhrencup, im Halbfinale gegen den FC Grenchen schoss er ein Tor. Nach einer turbulenten Zeit beim damals finanziell angeschlagenen FC Basel und dem Abstieg 1988 in die Nationalliga B wechselte Hauser zum BSC Old Boys Basel, der ebenfalls in der Nationalliga B spielte.
Während der Saison 1989/90 wechselte Hauser zum AFC Sunderland in der Football League Second Division (damals zweithöchste Spielklasse im englischen Fußball); er war der erste deutsche Spieler des Vereins. Sein Debüt in England gab er am 25. Februar 1989 beim 2:0-Heimsieg gegen Hull City. Sein erstes Tor schoss er am 15. April 1989 im Auswärtsspiel beim 2:2 bei Oldham Athletic. Am Ende der Saison stieg der AFC Sunderland in die Football League First Division auf. Bis Ende Jahr 1991 spielte Hauser bei Sunderland in insgesamt 65 Spielen, davon 54 Ligaspielen.
Zum Abschluss seiner Fußballkarriere spielte Hauser in Holland bei SC Cambuur-Leeuwarden, bereits nach zwei Spielen musste er verletzungsbedingt mit dem Profisport aufhören.

## Titel und Erfolge
FC Basel
- A-Junioren Schweizermeister: 1981
- Uhrencupsieger: 1983, 1986

AFC Sunderland
- Aufstieg in die First Division: 1989

## Vereinstrainer
Thomas Hauser lebte zwischenzeitlich in Holland und war  als Scout für Celtic Glasgow tätig. Er war ab dem 27. Juni 2012 zusammen mit Louis Crayton (ex-FCB Torwart) beim BSC Old Boys Basel als Jugendtrainer der U-14 Mannschaft tätig.
Seit der Saison 2016/17 trainiert er den südbadischen Landesligisten TuS Efringen-Kirchen.

## Persönliches
Thomas Hauser ist verheiratet und hat eine Tochter. Sein Vater ist Helmut Hauser, der im Schweizer Cupfinale 1967 für den FC Basel gegen den FC Lausanne-Sport den entscheidenden Treffer zum 2:1 per Strafstoß erzielte. Dieses Spiel ging wegen eines Sitzstreiks in die Fußballgeschichte ein.